# Auke Bloembergen (1927-2016)
Auke Reitze Bloembergen (Bilthoven, 28 augustus 1927 – Wassenaar, 1 november 2016) was een Nederlands jurist. Bloembergen was hoogleraar burgerlijk recht aan de Universiteit Leiden en raadsheer in de Hoge Raad der Nederlanden.

## Loopbaan
Bloembergen, lid van de familie Bloembergen en broer van Nobelprijswinnaar Nico Bloembergen, haalde zijn rechtenbul aan de Rijksuniversiteit Utrecht in 1949. Na een loopbaan als advocaat promoveerde hij in 1965 te Utrecht op het proefschrift Schadevergoeding bij onrechtmatige daad; promotor was Scato van Opstall. Kort na zijn promotie werd hij benoemd tot hoogleraar burgerlijk recht aan de Rijksuniversiteit Leiden, als opvolger van de in 1964 plotseling overleden Jan Drion. Zijn oratie, gehouden op 17 december 1965, was getiteld Naar een nieuw ongevallenrecht. In 1979 werd Bloembergen benoemd tot raadsheer in de Hoge Raad, als opvolger van Lourens van Dijk. Hij hield zijn afscheidscollege De open wetenschap van het privaatrecht op 24 september van dat jaar; in 1981 werd Bloembergens promotus Hans Nieuwenhuis benoemd als zijn opvolger. Bloembergen bleef raadsheer tot 1993, toen hij werd opgevolgd door Gezina Swens-Donner.
Bloembergen werd begraven op Begraafplaats Westerveld in Driehuis.
- Bibsys: 2086166
- Biografisch Portaal: 92530529
- Gemeinsame Normdatei: 1055800417
- International Standard Name Identifier: 0000 0003 8488 6453
- Library of Congress Control Number: n81043231
- Nederlandse Thesaurus van Auteursnamen: 06832149X
- Parlement.com: vg09llyliqyg
- Système universitaire de documentation: 111164079
- Virtual International Authority File: 278740054
- WorldCat: E39PBJmdpvpCggjVf43TwBgxjC